# Natation aux Jeux olympiques
La natation figure au programme des Jeux olympiques d'été depuis la première édition des Jeux olympiques modernes en 1896. Avec l'athlétisme, c'est le sport attribuant généralement le plus de médailles (37 épreuves pour 111 médailles décernées lors des Jeux olympiques de 2024).
C'est également le sport dont le nombre de participants est le plus élevé aux Jeux avec l'athlétisme. Partageant avec ce dernier une médiatisation et une couverture plus importantes que la plupart des autres sports olympiques, la natation est au centre des attentions durant les compétitions. 
Les bassins olympiques sont aussi le lieu de l'avènement de quelques-uns des plus grands sportifs de l'histoire. Ainsi l'Américain Michael Phelps, avec treize médailles d'or en individuel (23 en comptant les relais) est le sportif le plus titré de l'histoire aux Jeux olympiques, tous sports confondus. Certaines performances olympiques en natation sont cependant parfois contestées par les affaires de dopage qui secouent le sport depuis les années 1970.

## Historique
Si aucune épreuve de natation ne fut organisée durant les Jeux olympiques antiques, le sport aquatique est l'un des neuf sports qui figurent au programme des premiers Jeux olympiques de l'ère moderne. En 1896, quatre épreuves sont disputées, la première d'entre elles (le 100 m nage libre) sacrant le Hongrois Alfréd Hajós qui est donc le premier champion olympique en natation de l'histoire. L'épreuve disputée en mer, le nageur hongrois est le premier à regagner la côte. Lors des premiers J.O. ont lieu certaines épreuves curieuses ne figurant plus au programme olympique comme le 100 m pour marins, la nage sous l'eau ou le 200 m course d'obstacles. Ces épreuves se déroulent pour la première fois dans une piscine en 1908 à Londres. Longue de 100 mètres et large de 17 mètres, elle fut construite sur la pelouse du White City Stadium qui accueillit également les épreuves d'athlétisme. Auparavant, la baie de Zéa en 1896, la Seine en 1900 et un lac en 1904 accueillent les événements olympiques aquatiques.
À partir de 1908, une réunion entre pays aboutit à la création de la Fédération internationale de natation dont le but est la réglementation et l'uniformisation des épreuves. Elle permet l'abandon de certaines épreuves et la fixation des règles sur les styles de nage, la piscine olympique, et le chronométrage. Celui-ci devient automatique en 1932 lors des Jeux olympiques de Los Angeles et mesure les temps jusqu'au centième.
Malgré l'opposition de certains responsables, Pierre de Coubertin en tête, des épreuves féminines sont organisées pour la première fois en 1912. L'Australienne Fanny Durack, victorieuse du 100 m nage libre, devient la première championne olympique de natation.
Limitées à moins d'une dizaine jusqu'en 1964, le nombre d'épreuves passe à une quinzaine en 1968.
Une nouvelle épreuve, le 10 km en eau libre, s'ajoute aux seize déjà existantes lors des Jeux de Pékin en 2008.
Vingt-quatre ans après l'introduction du relais 4 x 200 mètres nage libre féminin aux Jeux d'Atlanta en 1996, trois nouvelles courses sont inscrites au calendrier des Jeux de Tokyo en 2020 : le 800 mètres masculin, le 1 500 m féminin et un relais mixte 4 × 100 mètres 4 nages. Cela devrait conduire à la programmation d'une neuvième journée de compétition au lieu de huit. Ainsi en a décidé la commission exécutive du Comité International Olympique le 9 juin 2017 à Lausanne (Suisse). La parité est donc totale en 2020 avec exactement les mêmes épreuves pour les hommes et les femmes, soit 17 épreuves pour chaque sexe, plus le relais quatre nages mixte.

## Règlements
Aujourd'hui, chaque épreuve se déroule dans une piscine dite olympique, longue de 50 m et large de 25 m. Huit couloirs de 2,50 m permettent aux nageurs d'évoluer dans un bassin chauffé à 25 °C (sources : document FINA).

## Liste des épreuves

### Hommes
| Épreuve                         | 96 | 00 | 04 | 08 | 12 | 20 | 24 | 28 | 32 | 36 | 48 | 52 | 56 | 60 | 64 | 68 | 72 | 76 | 80 | 84 | 88 | 92 | 96 | 00 | 04 | 08 | 12 | 16 | 20 | 24 | Années |
| ------------------------------- | -- | -- | -- | -- | -- | -- | -- | -- | -- | -- | -- | -- | -- | -- | -- | -- | -- | -- | -- | -- | -- | -- | -- | -- | -- | -- | -- | -- | -- | -- | ------ |
| 50 mètres nage libre            |    |    | X  |    |    |    |    |    |    |    |    |    |    |    |    |    |    |    |    |    | X  | X  | X  | X  | X  | X  | X  | X  | X  | X  | 11     |
| 100 mètres nage libre           | X  |    | X  | X  | X  | X  | X  | X  | X  | X  | X  | X  | X  | X  | X  | X  | X  | X  | X  | X  | X  | X  | X  | X  | X  | X  | X  | X  | X  | X  | 29     |
| 200 mètres nage libre           |    | X  | X  |    |    |    |    |    |    |    |    |    |    |    |    | X  | X  | X  | X  | X  | X  | X  | X  | X  | X  | X  | X  | X  | X  | X  | 17     |
| 400 mètres nage libre           |    |    | X  | X  | X  | X  | X  | X  | X  | X  | X  | X  | X  | X  | X  | X  | X  | X  | X  | X  | X  | X  | X  | X  | X  | X  | X  | X  | X  | X  | 28     |
| 800 mètres nage libre           |    |    | X  |    |    |    |    |    |    |    |    |    |    |    |    |    |    |    |    |    |    |    |    |    |    |    |    |    | X  | X  | 3      |
| 1500 mètres nage libre          |    |    | X  | X  | X  | X  | X  | X  | X  | X  | X  | X  | X  | X  | X  | X  | X  | X  | X  | X  | X  | X  | X  | X  | X  | X  | X  | X  | X  | X  | 28     |
| 100 mètres brasse               |    |    |    |    |    |    |    |    |    |    |    |    |    |    |    | X  | X  | X  | X  | X  | X  | X  | X  | X  | X  | X  | X  | X  | X  | X  | 15     |
| 200 mètres brasse               |    |    |    | X  | X  | X  | X  | X  | X  | X  | X  | X  | X  | X  | X  | X  | X  | X  | X  | X  | X  | X  | X  | X  | X  | X  | X  | X  | X  | X  | 27     |
| 100 mètres dos                  |    |    | X  | X  | X  | X  | X  | X  | X  | X  | X  | X  | X  | X  |    | X  | X  | X  | X  | X  | X  | X  | X  | X  | X  | X  | X  | X  | X  | X  | 27     |
| 200 mètres dos                  |    | X  |    |    |    |    |    |    |    |    |    |    |    |    | X  | X  | X  | X  | X  | X  | X  | X  | X  | X  | X  | X  | X  | X  | X  | X  | 17     |
| 100 mètres papillon             |    |    |    |    |    |    |    |    |    |    |    |    |    |    |    | X  | X  | X  | X  | X  | X  | X  | X  | X  | X  | X  | X  | X  | X  | X  | 15     |
| 200 mètres papillon             |    |    |    |    |    |    |    |    |    |    |    |    | X  | X  | X  | X  | X  | X  | X  | X  | X  | X  | X  | X  | X  | X  | X  | X  | X  | X  | 18     |
| 200 mètres quatre nages         |    |    |    |    |    |    |    |    |    |    |    |    |    |    |    | X  | X  |    |    | X  | X  | X  | X  | X  | X  | X  | X  | X  | X  | X  | 13     |
| 400 mètres quatre nages         |    |    |    |    |    |    |    |    |    |    |    |    |    |    | X  | X  | X  | X  | X  | X  | X  | X  | X  | X  | X  | X  | X  | X  | X  | X  | 16     |
| Relais 4 × 100 m nage libre     |    |    |    |    |    |    |    |    |    |    |    |    |    |    | X  | X  | X  |    |    | X  | X  | X  | X  | X  | X  | X  | X  | X  | X  | X  | 14     |
| Relais 4 × 200 m nage libre     |    |    |    | X  | X  | X  | X  | X  | X  | X  | X  | X  | X  | X  | X  | X  | X  | X  | X  | X  | X  | X  | X  | X  | X  | X  | X  | X  | X  | X  | 27     |
| Relais 4 × 100 m 4 nages        |    |    |    |    |    |    |    |    |    |    |    |    |    | X  | X  | X  | X  | X  | X  | X  | X  | X  | X  | X  | X  | X  | X  | X  | X  | X  | 17     |
| 10 km en eau libre              |    |    |    |    |    |    |    |    |    |    |    |    |    |    |    |    |    |    |    |    |    |    |    |    |    | X  | X  | X  | X  | X  | 4      |
| Anciennes épreuves              |    |    |    |    |    |    |    |    |    |    |    |    |    |    |    |    |    |    |    |    |    |    |    |    |    |    |    |    |    |    |        |
| 500 mètres nage libre           | X  |    |    |    |    |    |    |    |    |    |    |    |    |    |    |    |    |    |    |    |    |    |    |    |    |    |    |    |    |    | 1      |
| 880 verges nage libre           |    |    | X  |    |    |    |    |    |    |    |    |    |    |    |    |    |    |    |    |    |    |    |    |    |    |    |    |    |    |    | 1      |
| 1000 mètres nage libre          |    | X  |    |    |    |    |    |    |    |    |    |    |    |    |    |    |    |    |    |    |    |    |    |    |    |    |    |    |    |    | 1      |
| 1200 mètres nage libre          | X  |    |    |    |    |    |    |    |    |    |    |    |    |    |    |    |    |    |    |    |    |    |    |    |    |    |    |    |    |    | 1      |
| 4000 mètres nage libre          |    | X  |    |    |    |    |    |    |    |    |    |    |    |    |    |    |    |    |    |    |    |    |    |    |    |    |    |    |    |    | 1      |
| 400 mètres brasse               |    |    | X  |    | X  | X  |    |    |    |    |    |    |    |    |    |    |    |    |    |    |    |    |    |    |    |    |    |    |    |    | 3      |
| Relais 4 × 50 verges nage libre |    |    | X  |    |    |    |    |    |    |    |    |    |    |    |    |    |    |    |    |    |    |    |    |    |    |    |    |    |    |    | 1      |
| 200 mètres par équipes          |    | X  |    |    |    |    |    |    |    |    |    |    |    |    |    |    |    |    |    |    |    |    |    |    |    |    |    |    |    |    | 1      |
| 200 m course d'obstacles        |    | X  |    |    |    |    |    |    |    |    |    |    |    |    |    |    |    |    |    |    |    |    |    |    |    |    |    |    |    |    | 1      |
| Nage sous l'eau                 |    | X  |    |    |    |    |    |    |    |    |    |    |    |    |    |    |    |    |    |    |    |    |    |    |    |    |    |    |    |    | 1      |
| 100 mètres pour marins          | X  |    |    |    |    |    |    |    |    |    |    |    |    |    |    |    |    |    |    |    |    |    |    |    |    |    |    |    |    |    | 1      |
| Épreuve                         | 96 | 00 | 04 | 08 | 12 | 20 | 24 | 28 | 32 | 36 | 48 | 52 | 56 | 60 | 64 | 68 | 72 | 76 | 80 | 84 | 88 | 92 | 96 | 00 | 04 | 08 | 12 | 16 | 20 | 24 | Années |
| Nombre d'épreuves               | 4  | 7  | 9  | 6  | 7  | 7  | 6  | 6  | 6  | 6  | 6  | 6  | 7  | 8  | 10 | 15 | 15 | 13 | 13 | 15 | 16 | 16 | 16 | 16 | 16 | 17 | 17 | 17 | 18 | 18 |        |

| Épreuve disputée en verges (91 cm en moyenne) et non en mètres |

### Femmes
| Épreuve                     | 96 | 00 | 04 | 08 | 12 | 20 | 24 | 28 | 32 | 36 | 48 | 52 | 56 | 60 | 64 | 68 | 72 | 76 | 80 | 84 | 88 | 92 | 96 | 00 | 04 | 08 | 12 | 16 | 20 | 24 | Années |
| --------------------------- | -- | -- | -- | -- | -- | -- | -- | -- | -- | -- | -- | -- | -- | -- | -- | -- | -- | -- | -- | -- | -- | -- | -- | -- | -- | -- | -- | -- | -- | -- | ------ |
| 50 mètres nage libre        |    |    |    |    |    |    |    |    |    |    |    |    |    |    |    |    |    |    |    |    | X  | X  | X  | X  | X  | X  | X  | X  | X  | X  | 10     |
| 100 mètres nage libre       |    |    |    |    | X  | X  | X  | X  | X  | X  | X  | X  | X  | X  | X  | X  | X  | X  | X  | X  | X  | X  | X  | X  | X  | X  | X  | X  | X  | X  | 26     |
| 200 mètres nage libre       |    |    |    |    |    |    |    |    |    |    |    |    |    |    |    | X  | X  | X  | X  | X  | X  | X  | X  | X  | X  | X  | X  | X  | X  | X  | 15     |
| 400 mètres nage libre       |    |    |    |    |    |    | X  | X  | X  | X  | X  | X  | X  | X  | X  | X  | X  | X  | X  | X  | X  | X  | X  | X  | X  | X  | X  | X  | X  | X  | 24     |
| 800 mètres nage libre       |    |    |    |    |    |    |    |    |    |    |    |    |    |    |    | X  | X  | X  | X  | X  | X  | X  | X  | X  | X  | X  | X  | X  | X  | X  | 14     |
| 1 500 mètres nage libre     |    |    |    |    |    |    |    |    |    |    |    |    |    |    |    |    |    |    |    |    |    |    |    |    |    |    |    |    | X  | X  | 2      |
| 100 mètres dos              |    |    |    |    |    |    | X  | X  | X  | X  | X  | X  | X  | X  | X  | X  | X  | X  | X  | X  | X  | X  | X  | X  | X  | X  | X  | X  | X  | X  | 24     |
| 200 mètres dos              |    |    |    |    |    |    |    |    |    |    |    |    |    |    |    | X  | X  | X  | X  | X  | X  | X  | X  | X  | X  | X  | X  | X  | X  | X  | 15     |
| 100 mètres brasse           |    |    |    |    |    |    |    |    |    |    |    |    |    |    |    | X  | X  | X  | X  | X  | X  | X  | X  | X  | X  | X  | X  | X  | X  | X  | 15     |
| 200 mètres brasse           |    |    |    |    |    |    | X  | X  | X  | X  | X  | X  | X  | X  | X  | X  | X  | X  | X  | X  | X  | X  | X  | X  | X  | X  | X  | X  | X  | X  | 24     |
| 100 mètres papillon         |    |    |    |    |    |    |    |    |    |    |    |    | X  | X  | X  | X  | X  | X  | X  | X  | X  | X  | X  | X  | X  | X  | X  | X  | X  | X  | 18     |
| 200 mètres papillon         |    |    |    |    |    |    |    |    |    |    |    |    |    |    |    | X  | X  | X  | X  | X  | X  | X  | X  | X  | X  | X  | X  | X  | X  | X  | 15     |
| 200 mètres quatre nages     |    |    |    |    |    |    |    |    |    |    |    |    |    |    |    | X  | X  |    |    | X  | X  | X  | X  | X  | X  | X  | X  | X  | X  | X  | 13     |
| 400 mètres quatre nages     |    |    |    |    |    |    |    |    |    |    |    |    |    |    | X  | X  | X  | X  | X  | X  | X  | X  | X  | X  | X  | X  | X  | X  | X  | X  | 16     |
| Relais 4 × 100 m nage libre |    |    |    |    | X  | X  | X  | X  | X  | X  | X  | X  | X  | X  | X  | X  | X  | X  | X  | X  | X  | X  | X  | X  | X  | X  | X  | X  | X  | X  | 26     |
| Relais 4 × 200 m nage libre |    |    |    |    |    |    |    |    |    |    |    |    |    |    |    |    |    |    |    |    |    |    | X  | X  | X  | X  | X  | X  | X  | X  | 8      |
| Relais 4 × 100 m 4 nages    |    |    |    |    |    |    |    |    |    |    |    |    |    | X  | X  | X  | X  | X  | X  | X  | X  | X  | X  | X  | X  | X  | X  | X  | X  | X  | 17     |
| 10 km en eau libre          |    |    |    |    |    |    |    |    |    |    |    |    |    |    |    |    |    |    |    |    |    |    |    |    |    | X  | X  | X  | X  | X  | 5      |
| Anciennes épreuves          |    |    |    |    |    |    |    |    |    |    |    |    |    |    |    |    |    |    |    |    |    |    |    |    |    |    |    |    |    |    |        |
| 300 mètres nage libre       |    |    |    |    |    | X  |    |    |    |    |    |    |    |    |    |    |    |    |    |    |    |    |    |    |    |    |    |    |    |    | 1      |
| Nombre d'épreuves           | 0  | 0  | 0  | 0  | 2  | 3  | 5  | 5  | 5  | 5  | 5  | 5  | 6  | 7  | 8  | 14 | 14 | 13 | 13 | 14 | 15 | 15 | 16 | 16 | 16 | 17 | 17 | 17 | 18 | 18 | -      |

### Mixte
| Épreuve                       | 96 | 00 | 04 | 08 | 12 | 20 | 24 | 28 | 32 | 36 | 48 | 52 | 56 | 60 | 64 | 68 | 72 | 76 | 80 | 84 | 88 | 92 | 96 | 00 | 04 | 08 | 12 | 16 | 20 | 24 | Années |
| ----------------------------- | -- | -- | -- | -- | -- | -- | -- | -- | -- | -- | -- | -- | -- | -- | -- | -- | -- | -- | -- | -- | -- | -- | -- | -- | -- | -- | -- | -- | -- | -- | ------ |
| Relais 4 × 100 mètres 4 nages |    |    |    |    |    |    |    |    |    |    |    |    |    |    |    |    |    |    |    |    |    |    |    |    |    |    |    |    | X  | X  | 2      |

## Records

### Records de médailles
|    | Nageur                    | Jeux olympiques | Médaille d'or | Médaille d'argent | Médaille de bronze | Total |
| 1  | USA - Michael Phelps      | 2004-2016       | 23            | 3                 | 2                  | 28    |
| 2  | USA - Katie Ledecky       | 2012-2024       | 9             | 4                 | 1                  | 14    |
| 3  | USA - Mark Spitz          | 1968-1972       | 9             | 1                 | 1                  | 11    |
| 4  | USA - Jenny Thompson      | 1992-2004       | 8             | 3                 | 1                  | 12    |
| 5  | USA - Matt Biondi         | 1984-1992       | 8             | 2                 | 1                  | 11    |
| 6  | USA - Caeleb Dressel      | 2016-2020       | 7             | 0                 | 0                  | 7     |
| 7  | USA - Ryan Lochte         | 2004-2016       | 6             | 3                 | 3                  | 12    |
| 8  | GDR - Kristin Otto        | 1988            | 6             | 0                 | 0                  | 6     |
| 8  | USA - Amy Van Dyken       | 1996-2000       | 6             | 0                 | 0                  | 6     |
| 10 | USA - Gary Hall Jr.       | 1996-2004       | 5             | 3                 | 2                  | 10    |
| 11 | AUS - Ian Thorpe          | 2000-2004       | 5             | 3                 | 1                  | 9     |
| 12 | AUS - Emma McKeon         | 2016-2020       | 5             | 2                 | 4                  | 11    |
| 13 | USA - Aaron Peirsol       | 2000-2008       | 5             | 2                 | 0                  | 7     |
| 14 | USA - Nathan Adrian       | 2008-2016       | 5             | 1                 | 2                  | 8     |
| 15 | HUN - Krisztina Egerszegi | 1988-1996       | 5             | 1                 | 1                  | 7     |
| 15 | USA - Tom Jager           | 1984-1992       | 5             | 1                 | 1                  | 7     |
| 15 | USA - Dana Vollmer        | 2004-2016       | 5             | 1                 | 1                  | 7     |
| 18 | USA - Don Schollander     | 1964-1968       | 5             | 1                 | 0                  | 6     |
| 19 | USA - Missy Franklin      | 2012-2016       | 5             | 0                 | 1                  | 6     |
| 20 | USA - Johnny Weissmuller1 | 1924-1928       | 5             | 0                 | 0                  | 5     |
| 21 | RUS - Alexander Popov     | 1992-2000       | 4             | 5                 | 0                  | 9     |
| 22 | USA - Dara Torres         | 1984-2008       | 4             | 4                 | 4                  | 12    |
| 23 | AUS - Dawn Fraser         | 1956-1964       | 4             | 4                 | 0                  | 8     |
| 23 | GDR - Kornelia Ender      | 1972-1976       | 4             | 4                 | 0                  | 8     |
| 25 | USA - Allison Schmitt     | 2008-2020       | 4             | 3                 | 2                  | 9     |
| 26 | NED - Inge de Bruijn      | 2000-2004       | 4             | 2                 | 2                  | 8     |
| 26 | USA - Jason Lezak         | 2000-2012       | 4             | 2                 | 2                  | 8     |
| 26 | GDR - Roland Matthes      | 1968-1976       | 4             | 2                 | 2                  | 8     |
| 29 | USA - Matt Grevers        | 2008-2012       | 4             | 2                 | 0                  | 6     |
| 30 | USA - Charles Daniels     | 1904-1908       | 4             | 1                 | 2                  | 7     |
| 30 | JPN - Kōsuke Kitajima     | 2000-2012       | 4             | 1                 | 2                  | 7     |
| 32 | USA - Ryan Murphy         | 2016-2020       | 4             | 1                 | 1                  | 6     |
| 33 | AUS - Murray Rose         | 1956-1960       | 4             | 1                 | 1                  | 6     |
| 34 | USA - Janet Evans         | 1988-1992       | 4             | 1                 | 0                  | 5     |
| 35 | UKR - Yana Klochkova      | 2000-2004       | 4             | 1                 | 0                  | 5     |
| 35 | USA - John Naber          | 1976            | 4             | 1                 | 0                  | 5     |
| 37 | FRA - Léon Marchand       | 2024            | 4             | 0                 | 1                  | 5     |
| 38 | USA - Jon Olsen           | 1992-1996       | 4             | 0                 | 1                  | 5     |
| 38 | USA - Lenny Krayzelburg   | 2000-2004       | 4             | 0                 | 0                  | 4     |
| 38 | URS - Vladimir Salnikov   | 1980-1988       | 4             | 0                 | 0                  | 4     |
| 38 | HUN - Tamás Darnyi        | 1988-1992       | 4             | 0                 | 0                  | 4     |

| 1 Johnny Weissmuller a également remporté une médaille de bronze en water polo En italique, les nageurs encore en activité |

### Records olympiques
Sont indiqués dans ce tableau les records olympiques à l'exception des épreuves en eau libre.   

#### Hommes
| Discipline           | Temps          | Athlète | Nationalité | Date            | Lieu           | Information                                  |
| -------------------- | -------------- | --- | ----------- | --------------- | -------------- | -------------------------------------------- |
| 50 m nage libre      | 21 s 07        | Caeleb Dressel | États-Unis  | 1er août 2021   | Tokyo          | Réalisé en finale                            |
| 100 m nage libre     | 46 s 40        | Pan Zhanle | Chine       | 31 juillet 2024 | Paris          | Record du monde, en finale                   |
| 200 m nage libre     | 1 min 42 s 96  | Michael Phelps | États-Unis  | 12 août 2008    | Pékin          | Record du monde, en finale                   |
| 400 m nage libre     | 3 min 40 s 14  | Sun Yang | Chine       | 28 juillet 2012 | Londres        | Réalisé en finale                            |
| 800 m nage libre     | 7 min 38 s 19  | Daniel Wiffen | Irlande     | 30 juillet 2024 | Paris          | Réalisé en finale                            |
| 1 500 m nage libre   | 14 min 30 s 67 | Robert Finke | États-Unis  | 4 août 2024     | Paris          | Record du monde, en finale                   |
| 100 m dos            | 51 s 85        | Ryan Murphy | États-Unis  | 13 août 2016    | Rio de Janeiro | Record du monde, en finale du 4x100m 4 nages |
| 200 m dos            | 1 min 53 s 27  | Evgeny Rylov | ROC         | 30 juillet 2021 | Tokyo          | Réalisé en finale                            |
| 100 m brasse         | 57 s 13        | Adam Peaty | Royaume-Uni | 7 août 2016     | Rio de Janeiro | Record du monde, en finale                   |
| 200 m brasse         | 2 min 05 s 85  | Léon Marchand | France      | 31 juillet 2024 | Paris          | Réalisé en finale                            |
| 100 m papillon       | 49 s 45        | Caeleb Dressel | États-Unis  | 31 juillet 2021 | Tokyo          | Record du monde, réalisé en finale           |
| 200 m papillon       | 1 min 51 s 21  | Léon Marchand | France      | 31 juillet 2024 | Paris          | Réalisé en finale                            |
| 200 m 4 nages        | 1 min 54 s 06  | Léon Marchand | France      | 2 août 2024     | Paris          | Réalisé en finale                            |
| 400 m 4 nages        | 4 min 02 s 95  | Léon Marchand | France      | 28 juillet 2024 | Paris          | Réalisé en finale                            |
| 4 × 100 m nage libre | 3 min 08 s 24  | Michael Phelps (47 s 51) Garrett Weber-Gale (47 s 02) Cullen Jones (47 s 65) Jason Lezak (46 s 06)                        | États-Unis  | 11 août 2008    | Pékin          | Record du monde, en finale                   |
| 4 × 200 m nage libre | 6 min 58 s 56  | Michael Phelps (1 min 43 s 31) Ryan Lochte (1 min 44 s 28s) Ricky Berens (1 min 46 s 29) Peter Vanderkaay (1 min 44 s 68) | États-Unis  | 13 août 2008    | Pékin          | Record du monde, en finale                   |
| 4 × 100 m 4 nages    | 3 min 26 s 78  | Ryan Murphy (52 s 31) Michael Andrew (58 s 49) Caeleb Dressel (49 s 03) Zach Apple (46 s95)                               | États-Unis  | 1er août 2021   | Tokyo          | Record du monde, réalisé en finale           |

#### Femmes
| Discipline           | Temps          | Athlète | Nationalité    | Date            | Lieu           | Information                |
| -------------------- | -------------- | --- | -------------- | --------------- | -------------- | -------------------------- |
| 50 m nage libre      | 23 s 81        | Emma McKeon | Australie      | 1er août 2021   | Tokyo          | Réalisé en finale          |
| 100 m nage libre     | 51 s 96        | Emma McKeon | Australie      | 30 juillet 2021 | Tokyo          | Réalisé en finale          |
| 200 m nage libre     | 1 min 53 s 50  | Ariarne Titmus                                                                                                 | Australie      | 28 juillet 2021 | Tokyo          | Réalisé en finale          |
| 400 m nage libre     | 3 min 56 s 46  | Katie Ledecky                                                                                                  | États-Unis     | 7 août 2016     | Rio de Janeiro | Record du monde, en finale |
| 800 m nage libre     | 8 min 4 s 79   | Katie Ledecky                                                                                                  | États-Unis     | 12 août 2016    | Rio de Janeiro | Record du monde, en finale |
| 1 500 m nage libre   | 15 min 35 s 35 | Katie Ledecky                                                                                                  | États-Unis     | 26 juillet 2021 | Tokyo          | Record du monde, en série  |
| 100 m dos            | 57 s 47        | Kaylee McKeown                                                                                                 | Australie      | 27 juillet 2021 | Tokyo          | Réalisé en finale          |
| 200 m dos            | 2 min 4 s 06   | Missy Franklin                                                                                                 | États-Unis     | 3 août 2012     | Londres        | Record du monde, en finale |
| 100 m brasse         | 1 min 4 s 93   | Lilly King | États-Unis     | 8 août 2016     | Rio de Janeiro | Réalisé en finale          |
| 200 m brasse         | 2 min 18 s 95  | Tatjana Schoenmaker                                                                                            | Afrique du Sud | 30 juillet 2021 | Tokyo          | Record du monde, en finale |
| 100 m papillon       | 55 s 48        | Sarah Sjöström                                                                                                 | Suède          | 7 août 2016     | Rio de Janeiro | Record du monde, en finale |
| 200 m papillon       | 2 min 3 s 86   | Zhang Yufei | Chine          | 29 juillet 2021 | Tokyo          | Réalisé en finale          |
| 200 m 4 nages        | 2 min 6 s 58   | Katinka Hosszú                                                                                                 | Hongrie        | 9 août 2016     | Rio de Janeiro | Réalisé en finale          |
| 400 m 4 nages        | 4 min 26 s 36  | Katinka Hosszú                                                                                                 | Hongrie        | 6 août 2016     | Rio de Janeiro | Record du monde, en finale |
| 4 × 100 m nage libre | 3 min 29 s 69  | Bronte Campbell (53 s 01) Meg Harris (53 s 09) Emma McKeon (51 s 35) Cate Campbell (52 s 24)                   | Australie      | 25 juillet 2021 | Tokyo          | Record du monde, en finale |
| 4 × 200 m nage libre | 7 min 40 s 33  | Yang Junxuan (1 min 54 s 37) Tang Muhan (1 min 55 s 00) Zhang Yufei (1 min 55 s 66) Li Bingjie (1 min 55 s 30) | Chine          | 29 juillet 2021 | Tokyo          | Record du monde, en finale |
| 4 × 100 m 4 nages    | 3 min 51 s 60  | Kaylee McKeown (58 s 01) Chelsea Hodges (1 min 5 s 57) Emma McKeon (55 s 91) Cate Campbell (52 s 11)           | Australie      | 1er août 2021   | Tokyo          | Réalisé en finale          |

#### Mixte
| Discipline        | Temps         | Athlètes                                                                                 | Nationalité | Date            | Lieu  | Information                        |
| ----------------- | ------------- | ---------------------------------------------------------------------------------------- | ----------- | --------------- | ----- | ---------------------------------- |
| 4 x 100 m 4 nages | 3 min 37 s 58 | Kathleen Dawson (58 s 80) Adam Peaty (56 s 78) James Guy (50 s 00) Anna Hopkin (52 s 00) | Royaume-Uni | 31 juillet 2021 | Tokyo | Record du monde, réalisé en finale |

## Tableau des médailles

### Natation sportive
Le tableau ci-dessous présente le bilan, par nations, des médailles obtenues en natation lors des Jeux olympiques d'été, d'Athènes 1896 à Tokyo 2020 hors nage en eau libre. Le rang est obtenu par le décompte des médailles d'or, puis en cas d'ex æquo, des médailles d'argent, puis de bronze.
Les Etats-Unis dominent le classement des médailles en natation de chaque édition depuis 1992. 
Tableau mis à jour après les Jeux Olympiques de 2024.
| Rang             | Nation                     | Or  | Argent | Bronze | Total |
| ---------------- | -------------------------- | --- | ------ | ------ | ----- |
| 1                | États-Unis                 | 265 | 191    | 150    | 606   |
| 2                | Australie                  | 76  | 79     | 76     | 231   |
| 3                | Allemagne de l'Est         | 38  | 32     | 22     | 92    |
| 4                | Hongrie                    | 31  | 27     | 21     | 79    |
| 5                | Japon                      | 24  | 28     | 32     | 84    |
| 6                | Grande-Bretagne            | 21  | 33     | 30     | 84    |
| 7                | Pays-Bas                   | 20  | 20     | 21     | 61    |
| 8                | Chine                      | 18  | 24     | 19     | 61    |
| 9                | Allemagne                  | 14  | 19     | 31     | 64    |
| 10               | Union soviétique           | 12  | 21     | 26     | 59    |
| 11               | Canada                     | 12  | 20     | 30     | 62    |
| 12               | France                     | 12  | 17     | 21     | 50    |
| 13               | Suède                      | 11  | 16     | 14     | 41    |
| 14               | Afrique du Sud             | 8   | 8      | 6      | 22    |
| 15               | Italie                     | 7   | 7      | 18     | 32    |
| 16               | Équipe unifiée             | 6   | 3      | 1      | 10    |
| 17               | Russie                     | 4   | 9      | 9      | 22    |
| 18               | Ukraine                    | 4   | 3      | 2      | 9     |
| 19               | Roumanie                   | 4   | 2      | 5      | 11    |
| 20               | Irlande                    | 4   | 0      | 3      | 7     |
| 21               | Allemagne de l'Ouest       | 3   | 5      | 14     | 22    |
| 22               | Danemark                   | 3   | 5      | 7      | 15    |
| 23               | Zimbabwe                   | 2   | 4      | 1      | 7     |
| 24               | Australasie                | 2   | 3      | 3      | 8     |
| 25               | Espagne                    | 2   | 2      | 4      | 8     |
| 26               | Nouvelle-Zélande           | 2   | 2      | 3      | 7     |
| 27               | Comité olympique russe     | 2   | 2      | 1      | 5     |
| 28               | Tunisie                    | 2   | 0      | 1      | 3     |
| 29               | Autriche                   | 1   | 6      | 5      | 12    |
| 30               | Équipe unifiée d'Allemagne | 1   | 5      | 6      | 12    |
| 31               | Brésil                     | 1   | 4      | 10     | 15    |
| 32               | Grèce                      | 1   | 4      | 2      | 7     |
| 32               | Pologne                    | 1   | 3      | 2      | 6     |
| 34               | Corée du Sud               | 1   | 3      | 1      | 5     |
| 35               | Belgique                   | 1   | 2      | 2      | 5     |
| 36               | Costa Rica                 | 1   | 1      | 2      | 4     |
| 37               | Argentine                  | 1   | 1      | 1      | 3     |
| 37               | Bulgarie                   | 1   | 1      | 1      | 3     |
| 39               | Yougoslavie                | 1   | 1      | 0      | 2     |
| 40               | Mexique                    | 1   | 0      | 1      | 2     |
| 40               | Suriname                   | 1   | 0      | 1      | 2     |
| 42               | Kazakhstan                 | 1   | 0      | 0      | 1     |
| 42               | Lituanie                   | 1   | 0      | 0      | 1     |
| 42               | Singapour                  | 1   | 0      | 0      | 1     |
| 45               | Hong Kong                  | 0   | 2      | 2      | 4     |
| 46               | Biélorussie                | 0   | 2      | 1      | 3     |
| 47               | Slovaquie                  | 0   | 2      | 0      | 2     |
| 48               | Finlande                   | 0   | 1      | 4      | 5     |
| 49               | Cuba                       | 0   | 1      | 1      | 2     |
| 49               | Norvège                    | 0   | 1      | 1      | 2     |
| 51               | Croatie                    | 0   | 1      | 0      | 1     |
| 51               | Serbie                     | 0   | 1      | 0      | 1     |
| 51               | Slovénie                   | 0   | 1      | 0      | 1     |
| 53               | Suisse                     | 0   | 0      | 4      | 4     |
| 54               | Philippines                | 0   | 0      | 2      | 2     |
| 55               | Trinité-et-Tobago          | 0   | 0      | 1      | 1     |
| 55               | Venezuela                  | 0   | 0      | 1      | 1     |
| Total 56 nations | Total 56 nations           | 588 | 586    | 586    | 1760  |

### Natation en eau libre
Tableau mis à jour après les Jeux Olympiques de 2020.
| Rang             | Nation           | Or | Argent | Bronze | Total |
| ---------------- | ---------------- | -- | ------ | ------ | ----- |
| 1                | Pays-Bas         | 3  | 1      | 0      | 4     |
| 2                | Allemagne        | 1  | 1      | 1      | 3     |
| 3                | Hongrie          | 1  | 1      | 0      | 2     |
| 4                | Brésil           | 1  | 0      | 1      | 2     |
| 5                | Russie           | 1  | 0      | 0      | 1     |
| 5                | Tunisie          | 1  | 0      | 0      | 1     |
| 7                | Grande-Bretagne  | 0  | 2      | 1      | 3     |
| 8                | Italie           | 0  | 1      | 2      | 3     |
| 9                | Grèce            | 0  | 1      | 0      | 1     |
| 9                | États-Unis       | 0  | 1      | 0      | 1     |
| 11               | Australie        | 0  | 0      | 1      | 1     |
| 11               | Canada           | 0  | 0      | 1      | 1     |
| 11               | France           | 0  | 0      | 1      | 1     |
| Total 13 nations | Total 13 nations | 8  | 8      | 8      | 24    |

## Le dopage dans les bassins olympiques
En 1972, l'Américain Rick DeMont, alors âgé de 16 ans, est disqualifié pour dopage alors qu'il avait remporté l'épreuve du 400 m nage libre. Il devient le premier nageur exclu pour fait de dopage. Pourtant, la suspicion ne fait que débuter et les contrôles antidopage, officialisés depuis 1968, vont désormais se multiplier. En effet, à partir des Jeux olympiques de Montréal en 1976 et jusqu'en 1988 à Séoul, les nageuses est-allemandes établissent une hégémonie sur les podiums et s'approprient bon nombre de records du monde. Malgré les soupçons et les accusations, il faut attendre les années 1990 et la chute du communisme à l'Est pour assister à des révélations et le début d'une enquête de grande envergure lancée par le gouvernement allemand. Rapidement, celle-ci met en évidence les pratiques dopantes dans tous les sports et en particulier dans la natation qui est sujette à une véritable entreprise de dopage organisé par l'État.
Il est rapidement établi que les nageuses est-allemandes subissaient des injections régulières de testostérone. Ainsi, quelques nageuses ont avoué les pratiques de dopage (comme Petra Schneider, ou Ute Geweniger), d'autres ont entamé des poursuites judiciaires pour obtenir des dédommagements à cause des problèmes de santé provoqués par les effets secondaires du dopage. Ces grands procès s'ouvrent à partir de 1998, au cours desquels sont jugés entraîneurs et responsables du sport est-allemand de l'époque. Malgré les condamnations judiciaires, les records et les médailles ne sont toujours pas annulés et de nombreux nageurs ont porté l'affaire en justice pour obtenir la récupération des médailles de la RDA dont les nageurs étaient tous dopés selon les révélations apportées par les investigations.
En effet, dès 1994, le quotidien allemand Berliner Zeitung révèle dans ses colonnes, par le biais de Werner Franke, professeur en biochimie chargé de l'enquête sur les archives de la Stasi, que les nageurs est-allemands engagés dans les compétitions internationales étaient tous dopés. Ainsi, les analyses urinaires de Kristin Otto, sextuple championne olympique aux Jeux de Séoul en 1988, révèlent des taux supérieurs à trois fois la limite d'un test positif selon le magazine américain Swimming World.
La fin de vingt années de pratique de dopage au sein de la natation est-allemande n'a pour autant pas arrêté la suspicion. Durant les années 1990, les performances de la natation chinoise et les affaires de dopage concernant des nageurs médaillés olympiques (l'Irlandaise Michelle Smith par exemple) ne cessent de raviver le spectre du dopage.
Plus récemment, malgré avoir été contrôlée positive au meldonium, Yulya Efimova participe en 2016 aux Jeux Olympiques de Rio où elle fait l'objet de sifflets et de déclarations houleuses, notamment de la part de Michael Phelps. La présence lors de ces olympiades de Sun Yang, contrôlé positif en 2014 mais faiblement sanctionné (et re-suspendu depuis mais non déchu de ses titres passés), avait donné lieu à des commentaires acides : « il pisse violet ».